# Mitsubishi Urawa Football Club 1994
Questa voce raccoglie le informazioni riguardanti il Mitsubishi Urawa Football Club nelle competizioni ufficiali della stagione 1994.

## Stagione
Malgrado l'arrivo di ulteriori giocatori provenienti dai campionati europei come Uwe Bein e Guido Buchwald, i Red Diamonds confermarono l'andamento della stagione precedente concludendo all'ultimo posto in campionato. Migliori furono invece le prestazioni nelle coppe, dove la squadra fu in entrambi i casi eliminata ai quarti di finale.

## Maglie e sponsor
Le divise, prodotte dalla Puma e recanti il nome della società sulla parte anteriore, recano un motivo a quadretti bianco e nero sul consueto sfondo rosso.
| Manica sinistra · Maglietta · Maglietta · Manica destra · Pantaloncini · Calzettoni |

## Rosa
| N. |                          | Ruolo | Calciatore         |
| -- | ------------------------ | ----- | ------------------ |
| -  | Slovacchia (bandiera)    | P     | Miroslav Mentel    |
| -  | Giappone (bandiera)      | P     | Yūki Takita        |
| -  | Giappone (bandiera)      | P     | Hiroki Aratani     |
| -  | Giappone (bandiera)      | P     | Hisashi Tsuchida   |
| -  | Giappone (bandiera)      | D     | Yukinori Muramatsu |
| -  | Giappone (bandiera)      | D     | Kiyonobu Okajima   |
| -  | Giappone (bandiera)      | D     | Yoshinori Taguchi  |
| -  | Corea del Sud (bandiera) | D     | Cho Ki-je          |
| -  | Giappone (bandiera)      | D     | Naohiko Noro       |
| -  | Giappone (bandiera)      | D     | Ken Iwase          |
| -  | Germania (bandiera)      | D     | Guido Buchwald     |
| -  | Giappone (bandiera)      | D     | Yuta Nakazawa      |
| -  | Giappone (bandiera)      | D     | Takeshi Nakashima  |
| -  | Giappone (bandiera)      | D     | Takeshi Motoyoshi  |
| -  | Giappone (bandiera)      | D     | Futoshi Ikeda      |
| -  | Giappone (bandiera)      | D     | Tsutomu Nishino    |
| -  | Giappone (bandiera)      | D     | Yoshinori Matsuda  |
| -  | Giappone (bandiera)      | D     | Tomo Sato          |
| -  | Germania (bandiera)      | D     | Uwe Rahn           |
| -  | Giappone (bandiera)      | D     | Kenji Sakaguchi    |
| -  | Giappone (bandiera)      | D     | Makoto Yamazaki    |
| -  | Giappone (bandiera)      | C     | Osamu Hirose       |
| -  | Giappone (bandiera)      | C     | Atsushi Natori     |
| -  | Giappone (bandiera)      | C     | Satoru Mochizuki   |
| -  | Giappone (bandiera)      | C     | Yasunori Tsukao    |
| -  | Germania (bandiera)      | C     | Uwe Bein           |

| N. |                       | Ruolo | Calciatore         |
| -- | --------------------- | ----- | ------------------ |
| -  | Giappone (bandiera)   | C     | Tetsuya Asano      |
| -  | Giappone (bandiera)   | C     | Nobuo Kikuhara     |
| -  | Giappone (bandiera)   | C     | Hideto Sato        |
| -  | Giappone (bandiera)   | C     | Hideki Kano        |
| -  | Giappone (bandiera)   | C     | Naoto Sakurai      |
| -  | Giappone (bandiera)   | C     | Nobuhisa Yamada    |
| -  | Giappone (bandiera)   | C     | Noriaki Shimura    |
| -  | Germania (bandiera)   | C     | Michael Rummenigge |
| -  | Giappone (bandiera)   | C     | Takafumi Hori      |
| -  | Giappone (bandiera)   | C     | Edwin Uehara       |
| -  | Giappone (bandiera)   | C     | Fujio Yamamoto     |
| -  | Giappone (bandiera)   | A     | Masahiro Fukuda    |
| -  | Giappone (bandiera)   | A     | Akinori Mikami     |
| -  | Giappone (bandiera)   | A     | Takeshi Mizuuchi   |
| -  | Giappone (bandiera)   | A     | Hideyuki Imakura   |
| -  | Giappone (bandiera)   | A     | Kōichi Hashiratani |
| -  | Giappone (bandiera)   | A     | Hiroshi Ninomiya   |
| -  | Giappone (bandiera)   | A     | Shinichi Kawano    |
| -  | Giappone (bandiera)   | A     | Nobuyasu Ikeda     |
| -  | Slovacchia (bandiera) | A     | Ľubomír Luhový     |
| -  | Giappone (bandiera)   | A     | Yoshiaki Satō      |
| -  | Giappone (bandiera)   | A     | Kōichi Sugiyama    |
| -  | Giappone (bandiera)   | A     | Masayuki Okano     |
| -  | Giappone (bandiera)   | A     | Yuichi Sonoda      |
| -  | Giappone (bandiera)   | A     | Masahiro Sukigara  |

## Statistiche

### Statistiche di squadra
| Competizione           | Punti | Totale | Totale | Totale | Totale | Totale | DR  |
| Competizione           | Punti | G      | V      | P      | Gf     | Gs     | DR  |
| ---------------------- | ----- | ------ | ------ | ------ | ------ | ------ | --- |
| J. League              | -     | 44     | 14     | 30     | 59     | 94     | -35 |
| Coppa Yamazaki Nabisco | -     | 2      | 1      | 1      | 2      | 4      | -2  |
| Coppa dell'Imperatore  | -     | 3      | 2      | 1      | 6      | 1      | +5  |
| Totale                 |       | 49     | 17     | 32     | 67     | 99     | -32 |